# داتشیتسه
داتشیتسه (به چکی: Dačice) یک منطقهٔ مسکونی و شهرستان دارای شهرک سابقاً روستا در جمهوری چک است که در ناحیه ییندریخوف هرادتس واقع شده‌است. داتشیتسه ۷٬۹۴۷ نفر جمعیت دارد.

## خواهرخوانده
شهر Urtenen-Schönbühl خواهرخواندهٔ داتشیتسه هست.